# Parafia św. Jakuba Większego Apostoła w Mogilnie
Parafia św. Jakuba Większego w Mogilnie – rzymskokatolicka parafia leżąca w granicach dekanatu mogileńskiego.

## Rys historyczny
Ufundowana dla uposażenia klasztoru benedyktynów przez Zbyluta Pałukę z Panigrodza około roku 1155. I wówczas już parafia otrzymała na własność wieś Boguszyno. Obecna świątynia pochodzi z 1511 roku. Parafia posiada swój cmentarz parafialny.

## Dokumenty
Księgi metrykalne: 
- ochrzczonych od 1864 roku
- małżeństw od 1899 roku
- zmarłych od 1948 roku

## Zasięg parafii
Ulice Mogilna na obszarze parafii: Benedyktyńska nr. parzyste, Betonowa, Dworcowa bez nr. 1, 3, 5 i 7, Hallera nr. nieparzyste bez nr. 39 i 33 przy ul. Kościuszki, Jagiełły – nr. parzyste, Kościuszki bez nr 2 i 4, Moniuszki, Narutowicza, Al. Odrodzenia, Podgórna, Puławskiego, Rynek nr. parzyste, Słowackiego, Plac Wolności nr parzyste, Wąska, Ks. Piotra Wawrzyniaka, Wodna, Wybudowanie.
Miejscowości na obszarze parafii to Chabsko, Gozdawa, Izdby, Stawiska, Wyrobki.